# Anton Soini
Anton Soini (9 de diciembre de 1888 – 29 de abril de 1961) fue un actor y director teatral finlandés.

## Biografía
Su verdadero nombre era Anton Johan Kyyriäinen, y nació en Iisalmi, Finlandia, siendo sus padres Pekka Kyyriäinen y Reeta Liisa, una familia de habla sueca. Inició su carrera como actor en el Teatro de Lisalmi entre 1913 y 1918, donde trabajó con actores como Kalle Viherpuu. Entre 1921 y 1922 se ocupó como director en el Työväen Teatteri de Helsinki. Fue actor del Kansanteatteri de la capital entre 1922 y 1923, del Kaupunginteatteri de Turku en 1923–1924, del Kaupunginteatteri de Joensuu en 1924–1925, y del Kaupunginteatteri de Vaasa en 1925–1928. Además, fue director y actor en Helsinki en 1928–1937 y en 1941–1942. También actuó en Lahti en 1937–1941 y en Kemi en 1942–1944, y fue director en Tornio en 1944-45 y en Seinäjoki en 1945–1946.
Soini debutó en el cine en el año 1923, rodando más de un centenar de producciones hasta el año 1961. Hizo sus papeles más destacados en las películas Tee työ ja opi pelaamaan (1936) y Tukkijoella (1951), aunque habitualmente fue actor de reparto, con varias interpretaciones en cintas de las series Pekka Puupää y Niskavuori. 
Anton Soini falleció en Helsinki en el año 1961. Había estado casado con Hilma Mäkeläinen entre 1924 y 1936. El matrimonio tuvo tres hijos: Armas (1924–1924), Maire (1925) y Aimo (1929).

## Filmografía (selección)
- 1923 : Nummisuutarit
- 1936 : Tee työ ja opi pelaamaan
- 1937 : Koskenlaskijan morsian
- 1938 : Ulkosaarelaiset
- 1939 : Isoviha
- 1940 : Simo Hurtta
- 1940 : Jumalan myrsky
- 1941 : Täysosuma
- 1941 : Kulkurin valssi
- 1941 : Poikamies-pappa
- 1942 : Uuteen elämään
- 1942 : Oi, aika vanha, kultainen...!
- 1942 : August järjestää kaiken
- 1943 : Valkoiset ruusut
- 1943 : Tuomari Martta
- 1943 : Neiti Tuittupää
- 1943 : Jees ja just
- 1943 : Neiti Tuittupää
- 1946 : Loviisa – Niskavuoren nuori emäntä
- 1946 : ”Minä elän”
- 1946 : Kirkastuva sävel
- 1947 : Pikku-Matti maailmalla
- 1951 : Tukkijoella
- 1951 : Rovaniemen markkinoilla
- 1951 : Lakeuksien lukko
- 1951 : Gabriel, tule takaisin
- 1952 : Tervetuloa aamukahville
- 1952 : Rikollinen nainen
- 1952 : Niskavuoren Heta
- 1952 : Mitäs me taiteilijat
- 1952 : Kipparikvartetti
- 1952 : ...ja Helena soittaa
- 1952 : Jees, olympialaiset, sanoi Ryhmy
- 1953 : Jälkeen syntiinlankeemuksen
- 1953 : Senni ja Savon sulttaani
- 1953 : Varsovan laulu
- 1953 : Rantasalmen sulttaani
- 1953 : Lentävä kalakukko
- 1953 : Me tulemme taas
- 1953 : Saariston tyttö
- 1953 : Pekka Puupää
- 1953 : Kuningas kulkureitten
- 1954 : Opri
- 1954 : Hei, rillumarei!
- 1954 : Niskavuoren Aarne
- 1954 : Hilmanpäivät
- 1954 : Minä soitan sinulle illalla
- 1954 : Mä oksalla ylimmällä
- 1955 : Ryysyrannan Jooseppi
- 1955 : Veteraanin voitto
- 1955 : Pekka ja Pätkä puistotäteinä
- 1955 : Kiinni on ja pysyy
- 1955 : Kaunis Kaarina
- 1955 : Viettelysten tie
- 1955 : Poika eli kesäänsä
- 1955 : Lähellä syntiä
- 1956 : Rintamalotta
- 1956 : Juha
- 1956 : Tyttö tuli taloon
- 1957 : Taas tyttö kadoksissa!
- 1957 : Pekka ja Pätkä ketjukolarissa
- 1957 : Pekka ja Pätkä sammakkomiehinä
- 1957 : Pikku Ilona ja hänen karitsansa
- 1957 : Nummisuutarit
- 1957 : Niskavuori taistelee
- 1958 : Pekka ja Pätkä miljonääreinä
- 1958 : Asessorin naishuolet
- 1958 : Kahden ladun poikki
- 1959 : Kovaa peliä Pohjolassa
- 1960 : Pekka ja Pätkä neekereinä
- 1960 : Oho, sanoi Eemeli
- 1960 : Molskis, sanoi Eemeli, molskis!
- 1960 : Komisario Palmun erehdys
- 1960 : Kankkulan kaivolla
- 1960 : Kaks’ tavallista Lahtista
- 1960 : Isaskar Keturin ihmeelliset seikkailut
- 1961 : Tulipunainen kyyhkynen